# Жанаконыс (Сырымский район)
Жанаконыс (каз. Жаңақоныс) — упразднённое село в Сырымском районе Западно-Казахстанской области Казахстана. Входило в состав Саройского сельского округа. Исключено из учётных данных в 2024 году.
Код КАТО — 275855200.

## Население
В 1999 году население села составляло 254 человека (126 мужчин и 128 женщин). По данным переписи 2009 года, в селе проживали 84 человека (46 мужчин и 38 женщин).